# TERA-10
TERA-10 est un supercalculateur français conçu et fabriqué par Bull SA. Il appartient à la Direction des Applications Militaires  du CEA et se trouve à Bruyères-le-Châtel. Remplaçant le AlphaServer SC45, sa mise en service a débuté au début de l'année 2006 et TERA-10 était alors le plus puissant supercalculateur d'Europe et le cinquième au monde.
Il est destiné aux calculs de simulations pour la mise au point d'armes nucléaires. L'acquisition de TERA-10 s'inscrit dans le cadre du programme Simulation qui comporte déjà en termes d'équipements majeurs la machine radiographique Airix et comportera à terme le laser Mégajoule (LMJ).
Les simulations informatiques sont réalisées grâce à des modèles physiques et mathématiques développés par le Commissariat à l'énergie atomique. Les données utilisées sont d'une part celles acquises lors de tirs réels, en particulier ceux menés dans l'Océan Pacifique en 1995 et 1996, et d'autre part celles obtenues par la machine radiographique Airix lors des « tirs froids » effectués sur le site de Moronvilliers. Le laser Mégajoule permettra également de recueillir des données expérimentales, notamment sur les processus liés à la fusion nucléaire mise en œuvre dans les bombes H.

## Caractéristiques

### Architecture
TERA-10 est un cluster de 602 serveurs Bull NovaScale reliés par un réseau d'interconnexion QsNet-II de Quadrics. Le calculateur central est formé de 544 nœuds de calcul constitués chacun d'un serveur Bull NovaScale à huit processeurs double cœur Intel Montecito (évolution de l'Itanium 2) pour un total de 4352 processeurs (soit 8704 cœurs).
Le supercalculateur dispose d'une mémoire centrale de 30 téraoctets de RAM et d'une capacité de stockage de 1 pétaoctet réparties sur 7 800 disques et accessibles avec une bande passante de 100 Go/s.

### Système d'exploitation
Le supercalculateur Tera-10 utilise la solution logicielle Bull HPC BAS4 comprenant un système d'exploitation Linux basé sur une distribution Red Hat (noyau 2.6) adaptée et optimisée par Bull et le CEA.

### Puissance de calcul
En novembre 2006, la performance atteinte s'établit à 52.8 téraflops soutenus selon le classement TOP500, représentant près de 53000 milliards d'opérations sur des nombres flottants par seconde. 
L'évolution de TERA-10 vers son successeur annoncé, TERA-100, devrait s'accompagner d'une montée en puissance jusqu'à 1 pétaflops soutenus en 2009.
Le premier élément de TERA-100 a été mis en place le 26 septembre 2009 en présence de la ministre de l'économie Christine Lagarde. Le TERA-100 a été mis en service le 26 mai 2010,.

## Classement dans leTOP500des supercalculateurs
http://www.top500.org/system/ranking/8237
| Année-Mois | Rang | #Proc | {\displaystyle R_{max}} (TéraFlop/s) | {\displaystyle R_{peak}} (TéraFlop/s) | lien TOP500                            |
| ---------- | ---- | ----- | ------------------------------------ | ------------------------------------- | -------------------------------------- |
| 2005-11    | 62   | 1008  | 5.8                                  | 6.4                                   | http://www.top500.org/list/2005/11/100 |
| 2006-06    | 5    | 8704  | 42.9                                 | 55.7                                  | http://www.top500.org/list/2006/06/100 |
| 2006-11    | 7    | 9968  | 52.8                                 | 63.8                                  | http://www.top500.org/list/2006/11/100 |
| 2007-11    | 19   | 9968  | 52.8                                 | 63.8                                  | http://www.top500.org/list/2007/11/100 |
| 2008-06    | 32   | 9968  | 52.8                                 | 63.8                                  | http://www.top500.org/list/2008/06/100 |
| 2009-06    | 71   | 9968  | 52.8                                 | 63.8                                  | http://www.top500.org/list/2009/06/100 |
| 2009-11    | 86   | 9968  | 52.8                                 | 63.8                                  | http://www.top500.org/list/2009/11/100 |
| 2010-06    | 100  | 9968  | 52.8                                 | 63.8                                  | http://www.top500.org/list/2010/06/100 |
| 2010-11    | 142  | 9968  | 52.8                                 | 63.8                                  | http://www.top500.org/list/2010/11/200 |
| 2011-06    | 265  | 9968  | 52.8                                 | 63.8                                  | http://www.top500.org/list/2011/06/300 |
| 2011-11    | 459  | 9968  | 52.8                                 | 63.8                                  | http://www.top500.org/list/2011/11/500 |

## Classement dans leGreen500des supercalculateurs
En novembre 2009, le TERA-10 était classé 265e dans le classement Green500 des supercalculateurs, avec 86,8 MFLOPS par watt.